# Beck – Vilhelm
Beck – Vilhelm är en svensk TV-film från 2024. Filmen är den första i tionde säsongen baserade på Sjöwall Wahlöös fiktiva polis Martin Beck. Den är regisserad av Per Hanefjord, med manus skrivet av Annika Sandahl.
Filmen hade premiär på TV4 Play och TV4 Hits den 6 december 2024.

## Handling
En ny polischef har börjat i Beckgruppen, vilket innebär att Vilhelm, Martin Becks barnbarn, får ett nytt perspektiv på sin relation till gruppen.

## Rollista (i urval)[4]
| - Peter Haber – Martin Beck - Valter Skarsgård – Vilhelm Beck - Jennie Silfverhjelm – Alexandra "Alex" Beijer - Martin Wallström – Josef Eriksson - Måns Nathanaelson – Oskar Bergman - Anna Asp – Jenny Bodén - Elmira Arikan – Ayda Çetin - Nina Zanjani – Ebba Ståhl - Magnus Schmitz – Örjan Landström - Ellen Fosti – Lina Unge - Ludvig Deltin – Adam Svensson - Lukas Wetterberg – Gordon Svensson - Josef Kersh – Mino Salihu - Linus Troedsson – Pär Sahlström - Yasmine Seifi – Channa Sahlström |